# Бордер
Борде́р (фр. Bordères) — коммуна во Франции, находится в регионе Аквитания. Департамент — Атлантические Пиренеи. Входит в состав кантона Валле-де-л’Ус и дю Лагуэн. Округ коммуны — По.
Код INSEE коммуны — 64137.

## География

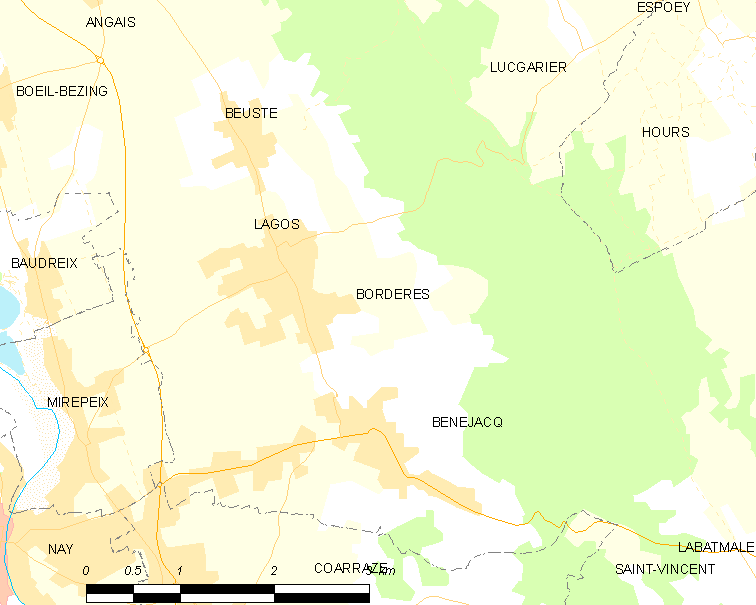
Карта коммуны

Коммуна расположена приблизительно в 660 км к югу от Парижа, в 185 км южнее Бордо, в 17 км к юго-востоку от По.
По территории коммуны протекает река Лагуэн.

### Климат
Климат тёплый океанический. Зима мягкая, средняя температура января — от +5°С до +13°С, температуры ниже −10 °C бывают редко. Снег выпадает около 15 дней в году с ноября по апрель. Максимальная температура летом порядка 20-30 °C, выше 35 °C бывает очень редко. Количество осадков высокое, порядка 1100 мм в год. Характерна безветренная погода, сильные ветры очень редки.

## Население
Население коммуны на 2010 год составляло 655 человек.
| 1962 | 1968 | 1975 | 1982 | 1990 | 1999 | 2010 |
| ---- | ---- | ---- | ---- | ---- | ---- | ---- |
| 300  | 312  | 337  | 430  | 576  | 657  | 655  |

## Администрация
| Период | Период | Фамилия   | Партия       | Примечания |
| ------ | ------ | --------- | ------------ | ---------- |
| 1995   | 2020   | Ален Лоле | Разные левые |            |

## Экономика
В 2010 году среди 428 человек трудоспособного возраста (15-64 лет) 307 были экономически активными, 121 — неактивными (показатель активности — 71,7 %, в 1999 году было 70,3 %). Из 307 активных жителей работали 284 человека (145 мужчин и 139 женщин), безработных было 23 (7 мужчин и 16 женщин). Среди 121 неактивных 44 человека были учениками или студентами, 50 — пенсионерами, 27 были неактивными по другим причинам.

## Достопримечательности

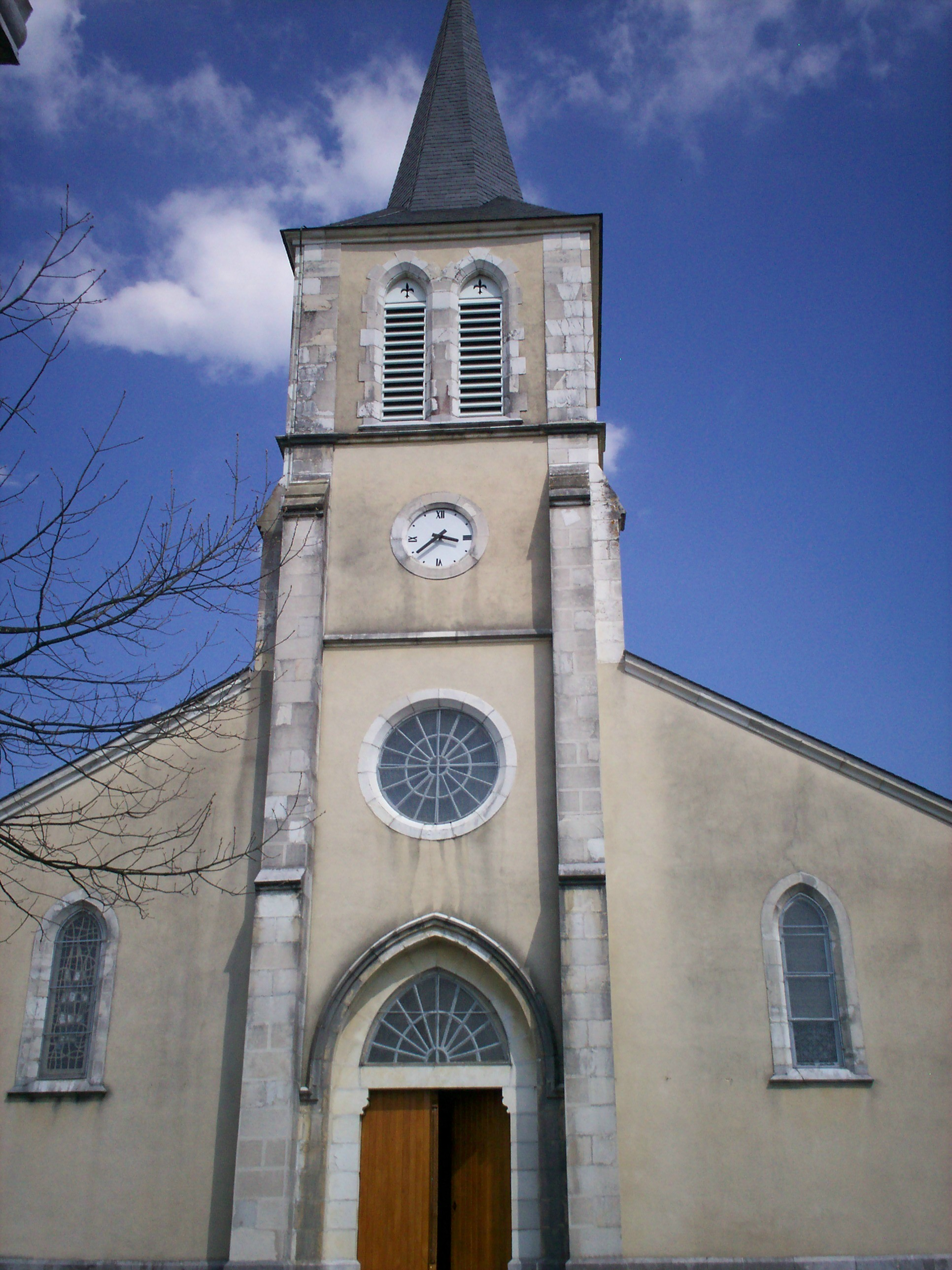
Церковь Св. Лаврентия

- Церковь Св. Лаврентия (1853 год)[4]